# Parlamentswahl in Barbados 1971
Die Parlamentswahl in Barbados 1971 zur Wahl der Abgeordneten des House of Assembly, dem Unterhaus des Parlaments von Barbados, fand am 9. September 1971 statt.

## Hintergrund
Diese Wahl war die erste Wahl, nachdem das Land seine Unabhängigkeit erlangt hatte. Die Wahl für die vorhergehende Legislaturperiode im Jahr 1966 fand noch vor der Unabhängigkeit statt.
Nachdem im Jahr 1966 zwölf Wahlkreise mit je zwei zu wählenden Abgeordneten gebildet wurden, kehrte man für diese Wahl wieder zu 24 Wahlkreisen mit je einem zu wählenden Abgeordneten zurück.
Drei Parteien traten zur Parlamentswahlen an. Neben der regierenden Democratic Labour Party (DLP) waren dies die Barbados Labour Party (BLP) und die Barbados National Party (BNP). Diese drei Parteien stellten insgesamt 48 Kandidaten auf. Daneben traten noch zwei unabhängigen Kandidaten an.

## Wahlergebnis
Die DLP konnte die Anzahl ihrer Mandate erhöhen und errang insgesamt 18 Mandate Der bisherige Premierminister, Erros Barrow, Führer der siegreichen DLP, wurde für eine dritte fünfjährige Amtszeit wiedergewählt.
| Partei                        | Sitze | +/− |
| ----------------------------- | ----- | --- |
| Democratic Labour Party (DLP) | 18    | +4  |
| Barbados Labour Party (BLP)   | 6     | −2  |
| Barbados National Party (BNP) | 0     | −2  |